# Johann Jacob Eybelwieser
Johann Jacob Eybelwieser (ur. 1666 w Wiedniu lub we Wrocławiu, zm. 1 stycznia 1744 we Wrocławiu) – austriacki malarz barokowy czynny na Śląsku, uczeń i naśladowca stylu Michaela Leopolda Willmanna, najważniejszy wrocławski malarz cechowy pierwszej połowy XVIII wieku.

## Życie i edukacja
Prawdopodobnie urodził się w Wiedniu; był synem Hansa Jacoba Eybelwiesera, malarza aktywnego w środowisku wiedeńskim, który w 1679 został członkiem wrocławskiego cechu malarzy. W 1679 roku, wraz z rodziną zamieszkał we Wrocławiu. 4 lutego 1698 roku, w Kłodzku, poślubił wdowę po malarzu-miniturzyście Bernhardzie Josephie Lehmannie z Pragi, Annę Elisabeth Lehman. 7 marca 1699 uzyskał prawa miejskie Wrocławia. 
Pierwsze nauki malarstwa pobierał w warsztacie swojego ojca. W 1698 roku, po namalowaniu obrazu Ukrzyżowanie Chrystusa uzyskał tytuł mistrza cechowego. Przez krótki okres był związany z wiedeńskimi artystami z kręgu Johanna Michaela Rottmayra. Po 1698 roku, już po otworzeniu własnej pracowni rozpoczął współpracę z malarzem Michaelem Willmannem. Współpracował z wieloma rytownikami, m.in. z Johannem Oertem, Johannem Tscherningiem, Gabrielem Spitzlem, Bartłomiejem Strachowskim, dla których wykonywał wzory stron tytułowych książek, ilustracje i druki okolicznościowe. W latach 1739–1744 Eybelwieser miał swojej pracowni ucznia, Franza Stantzela.

## Współpraca z Michaelem Willmannem
Eybelwieser współpracę z Willmannem rozpoczął zaraz po otrzymaniu tytułu mistrzowskiego. Prawdopodobnie był pomocnikiem w pracach jakie realizował lubiąska pracownia mistrza na początku XVIII wieku. Eybelwieser wykonał wówczas m.in. obraz Święta Maria Magdalena (1711, niezachowany) dla kościoła Cystersów w Kamieńcu Ząbkowickim. Od Willmanna prawdopodobnie nauczył się techniki fresku; w swoich pracach naśladował jego styl, wzory kompozycyjne i organizacje pracy. Po 1724 roku, stał się głównym artystą tworzący tzw. "willmannizujące obrazy" oraz zdominował ówczesne wrocławskie malarstwo portretowe. Jest autorem ponad sześćdziesięciu rysunków przypisywanych wcześniej Willmannowi.      

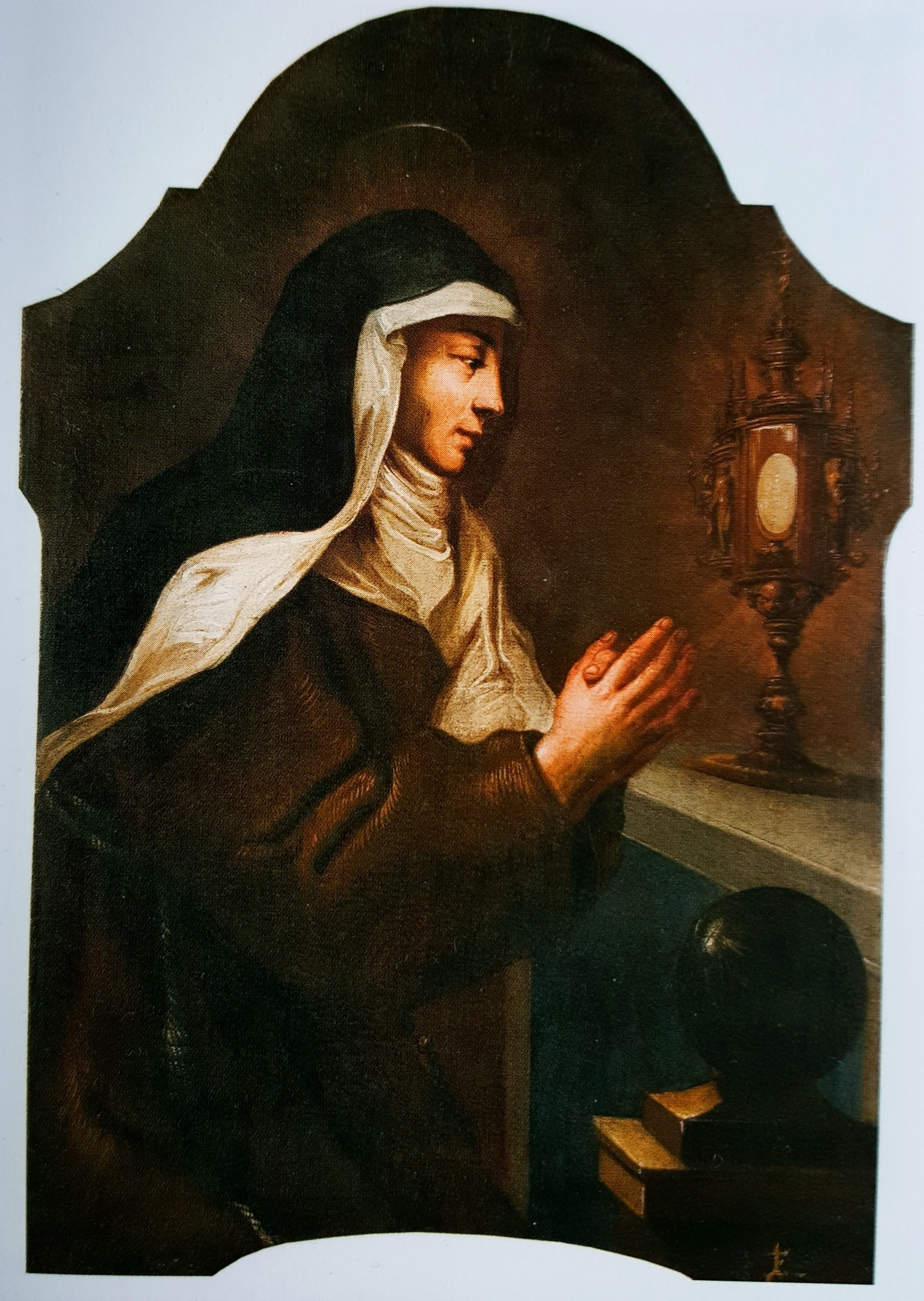
Święta Klara - obraz z 1710, Muzeum Narodowe we Wrocławiu

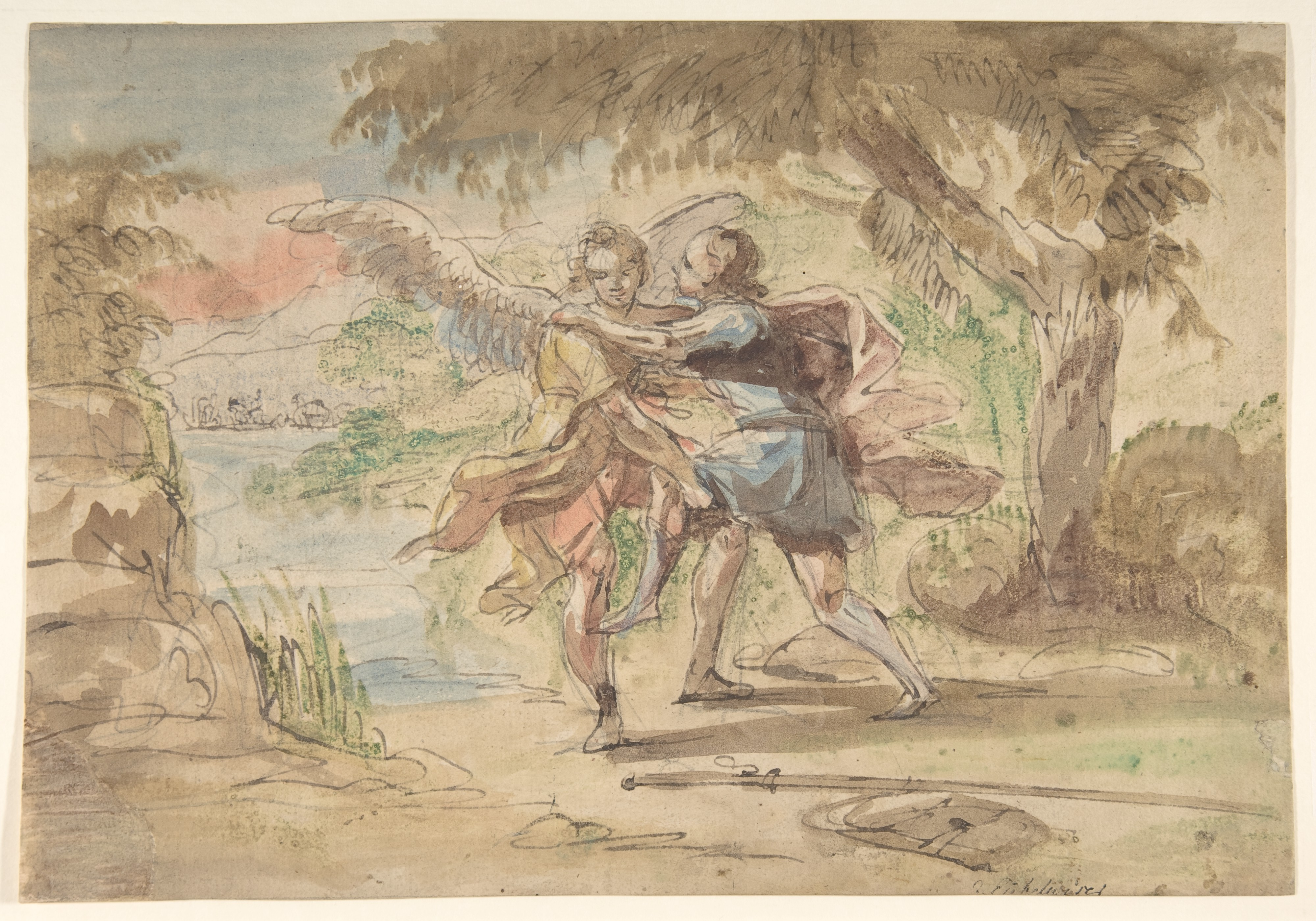
Jakub i Anioł Metropolitan Museum of Art

## Twórczość
Pierwszą prace artysty powstawały pod koniec lat 90. XVII wieku. Ich śladem jest grafika J.C. Oberdorffera, wykonana według rysunku Eybelwiesera, znajdująca się w księdze Chirurgia Curiosa wydanej w 1699 roku, przedstawiająca kobietę z monstrualnie rozmiarów opuchlizną w okolicach ucha.
Johann Eybelwieser był wszechstronnym artystą malarzem. W swojej pracowni znajdującej się na terenie parafii św. Macieja wykonywał, w początkowej fazie działalności głównie portrety na zamówienie wrocławskiego patrycjatu i śląskiej szlachty a później również obrazy olejne o tematyce religijnej, przeważnie obrazy ołtarzowe oraz dekoracje wnętrz kościołów m.in. w Świdnicy, Krzelkowie, Gorzanowie, Javorníku, Lwówku Śląskim). Pracował dla różnych klasztorów: Joannitów, Augustianów (wykonał dla nich Wniebowstąpienie Chrystusa), Norbertanów, Bonifratrów, Dominikanów (obraz Apostołowie) oraz Krzyżowców z Czerwona Gwiazdą. Dla tych ostatnich wykonał swoje najliczniejsze i najważniejsze prace: częściowo zniszczoną dekorację freskową sali letniej prałatury wrocławskiego klasztoru w sali Pod Kopułą w 1715 roku (obecnie Zakład Narodowy im. Ossolińskich), cykl portretów wrocławskich mistrzów (Gajków, Wrocław, konwent Bonifratrów) oraz obrazy ołtarzowe do kościołów patronackich i innych śląskich komend (Krzelków, Dobrzykowice, Owczary, Oleśnica Mała). Malował również portrety duchownych katolickich, m.in. portret mistrza wrocławskich krzyżowców z czerwoną gwiazdą Ignatiusa magneta (ok. 1720) oraz portrety duchownych ewangelickich, szlachty i przedstawicieli prohababurskiej arystokracji, np. hrabiego Konrada von Sternberga, czy hrabiego Johanna Friedricha von Herbersteina oraz patrycjuszy.  
Ilość realizowanych zleceń powodowała obniżenie poziomu prac wychodzących z warsztatu Eybelweisera, głównie przy większościowym udziale uczniów mistrza.